# Gliwice (zajezdnia tramwajowa)
Gliwice – zajezdnia tramwajowa Tramwajów Śląskich w Gliwicach, położona przy ul. Chorzowskiej 150.

## Informacje ogólne
Zajezdnia należy do Rejonu Komunikacyjnego numer 4 Tramwajów Śląskich i posiada 49 wagonów. Z zajezdni wyjeżdża 42 składy tramwajowe, które obsługują łącznie 49 pociągów.
Obok zajezdni tramwajowej znajduje się zajezdnia autobusowa PKM Gliwice.

## Historia
Pierwsza zajezdnia w Gliwicach powstała około 1894 roku obok tak zwanego Lasku Miejskiego, przy ulicy Chorzowskiej. Obecna zajezdnia powstała w marcu 1972 roku.

## Linie
Zajezdnia Gliwice obsługuje następujące linie tramwajowe: 
| Linia | Pętla początkowa  | Pętla końcowa            |
| ----- | ----------------- | ------------------------ |
| 1     | Gliwice Zajezdnia | Ruda Śląska Chebzie      |
| 2     | Gliwice Zajezdnia | Bytom Plac Sikorskiego   |
| 3     | Zabrze Makoszowy  | Zabrze Mikulczyce        |
| 4     | Gliwice Zajezdnia | Zabrze Zaborze           |
| 5     | Zabrze Zaborze    | Bytom Plac Sikorskiego   |
| 9     | Gliwice Zajezdnia | Bytom Plac Sikorskiego   |
| 10    | Gliwice Zajezdnia | Chorzów Muzeum Hutnictwa |
| 30    | Zabrze Biskupice  | Bytom Plac Sikorskiego   |

## Tabor

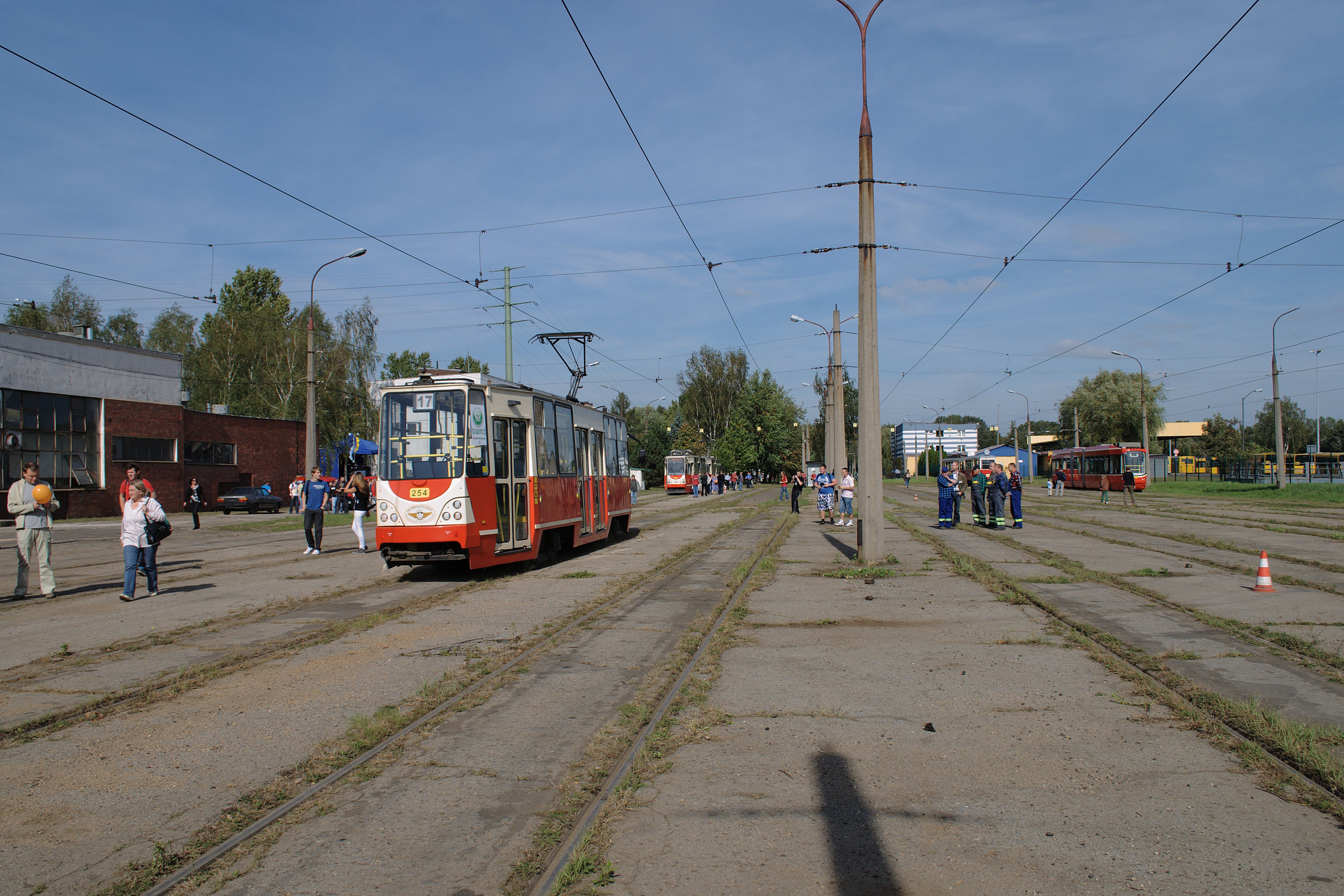
Gliwice – Zajezdnia tramwajowa (2012)

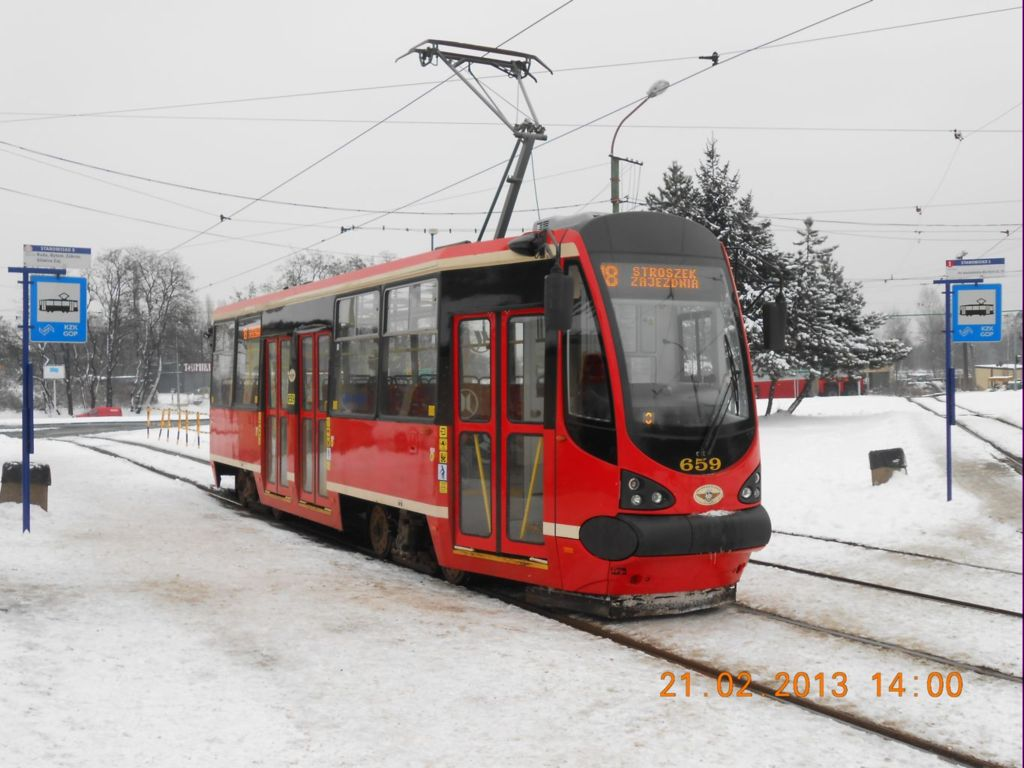
Moderus Alfa HF 11 AC (Konstal 105N HF 11 AC)

Zajezdnia posiada 49 tramwajów w służbie liniowej:
| Typ tramwaju          | Liczba egzemplarzy |
| --------------------- | ------------------ |
| Konstal 105Na         | 13                 |
| Konstal 105N-2K       | 6                  |
| Konstal 111N          | 6                  |
| Moderus Alfa HF 11 AC | 6                  |
| 105NF S               | 13                 |
| 116Nd Citadis         | 5                  |
| Wszystkie pojazdy     | 49                 |

## Dni otwarte
- 20 czerwca 2009 roku odbył się Dzień Otwarty Zajezdni Tramwajowej w Gliwicach, podczas którego można było zwiedzać zajezdnię i warsztaty, zapoznać się z taborem tramwajowym oraz poprowadzić tramwaj pod nadzorem instruktora nauki jazdy. Natomiast na ulicach Gliwic odbyła się parada tramwajów: Konstal N + Konstal 4ND1, Konstal 105N, Konstal 105Na, Konstal 105N-2K, Konstal 111N oraz kursowała jubileuszowa linia tramwajowa o numerze 115, który symbolizował 115 lat tramwajów na Górnym Śląsku. Linia była obsługiwana taborem historycznym Konstal N.
- 29 września 2012 roku odbył się Dzień Otwarty Zajezdni Tramwajowej w Gliwicach połączony z obchodami 40-lecia nowej Zajezdni Tramwajowej w Gliwicach. Podczas imprezy można było zwiedzać zajezdnię i warsztaty, zapoznać się z historią tramwajów w regionie, taborem tramwajowym oraz poprowadzić tramwaj pod nadzorem instruktora nauki jazdy. Imprezę rozpoczęła parada tramwajów, które przejechały z Placu Wolności w Zabrzu do zajezdni tramwajowej w Gliwicach. W paradzie przejechały: Konstal N + Konstal 4ND1, Konstal 102Na, Konstal 105N, Konstal 111N, Konstal 116Nd, Düwag Pt, SGP E1[4].
- 23 września 2017 roku odbył się Dzień Otwarty Zajezdni Tramwajowej w Gliwicach połączony z obchodami 45-lecia nowej Zajezdni Tramwajowej w Gliwicach. Podczas imprezy można było zwiedzać zajezdnię i warsztaty, zapoznać się z historią tramwajów w regionie, taborem tramwajowym oraz poprowadzić tramwaj pod nadzorem instruktora nauki jazdy. Imprezę rozpoczęła parada tramwajów, które przejechały z Placu Wolności w Zabrzu do zajezdni tramwajowej w Gliwicach[5].